# 桜ケ丘 (箕面市)
桜ケ丘（さくらがおか）は、大阪府箕面市の町名。
令和3年3月末現在(箕面市発表)の世帯数は2,217、人口5,335で内男性2,467人・女性2,868人。

## 地理
箕面市の南西部に位置し、西は池田市旭丘、北は新稲、東は桜、南は桜井、半町、瀬川と接している。箕面市道中央線から北が1丁目、その南側が東から2丁目、3丁目、4丁目、5丁目である。

高級住宅街が広がっており、箕面川ではホタルが飛び交う姿を楽しめる。

### 地価
住宅地の地価は、2021年（令和3年）1月1日の公示地価によれば、桜ケ丘一丁目5-16の地点で21万1000円/m2。。

## 世帯数と人口
2021年（令和3年）3月31日現在（箕面市発表）の世帯数と人口は以下の通りである。
| 丁目         | 世帯数    | 人口    |
| ------------ | --------- | ------- |
| 桜ケ丘一丁目 | 548世帯   | 1,372人 |
| 桜ケ丘二丁目 | 434世帯   | 1,052人 |
| 桜ケ丘三丁目 | 436世帯   | 1,065人 |
| 桜ケ丘四丁目 | 636世帯   | 1,479人 |
| 桜ケ丘五丁目 | 163世帯   | 367人   |
| 計           | 2,217世帯 | 5,335人 |

## 小・中学校の学区
市立小・中学校に通う場合、学区は以下の通りとなる。
| 番地          | 小学校           | 中学校             |
| ------------- | ---------------- | ------------------ |
| 桜ケ丘1丁目   | 箕面市立西小学校 | 箕面市立第一中学校 |
| 桜ケ丘2~5丁目 | 箕面市立南小学校 | 箕面市立第三中学校 |

## 交通

### 鉄道
鉄道駅はない。

### 道路
箕面市道中央線が通っている。

## 施設
- 阿比太神社